# Waterstone’s Children’s Book Prize
Der Waterstone’s Children’s Book Prize ist ein britischer Literaturpreis, mit dem seit 2005 jährlich im Vorjahr publizierte Kinderbücher ausgezeichnet werden. Ausgewählt und bewertet werden die Bücher von in der Buchhandelskette Waterstones beschäftigten Buchhändlern.
In den ersten beiden Jahren hieß der Preis noch Ottakar’s Children’s Book Prize, aber als alle Ottakar’s-Geschäfte in Waterstone’s umbenannt wurden, wechselte auch der Preis seinen Namen. Für die Auszeichnung werden nur Bücher von Autoren berücksichtigt, die bislang weniger als drei Bücher publiziert haben.
Erstmals mit der Preisvergabe 2012 wurde der Preis neu strukturiert und auf Bücher der Kategorien Best Illustrated Books, Best Fiction for Teenagers und Best Younger Fiction erweitert, für die auch jeweils eigene Shortlists erstellt werden. Aus den Siegertiteln der einzelnen Kategorien wird sodann ein Gesamtsieger (‘the year’s overall winner’) ermittelt. Die Dotierung beträgt 5000 £ für den Verfasser des Gesamtsiegertitels und jeweils 2000 £ für die Verfasser der Siegertitel in den beiden anderen Kategorien (Stand 2015).

## Preisträger (Auswahl)
- 2005: The Cry of the Icemark von Stuart Hill
- 2006: The Diamond of Drury Lane von Julia Golding
- 2007: Darkside von Tom Becker
- 2008: Ways to Live Forever (dt. Wie man unsterblich wird, 2008) von Sally Nicholls
- 2009: Thirteen Treasures von Michelle Harrison
- 2010: The Great Hamster Massacre von Katie Davies
- 2011: Artichoke Hearts von Sita Brahmachari
- 2012: The pirates next door von Jonny Duddle
- 2013: Ketchup Clouds von Annabel Pitcher
- 2014: Rooftoppers von Katherine Rundell
- 2015: Murder most unladylike von Robin Stevens
- 2016: My brother is a superhero von David Solomons
- 2017: The Girl of Ink and Stars von Kiran Millwood Hargrave
- 2018: The Hate U Give von Angie Thomas
- 2019: The Boy at the Back of the Class von Onjali Q. Raúf
- 2020: Bearmouth von Liz Hyder (Kategorie ‘Older Fiction’)
- 2021: A Kind of Spark von Elle McNicoll